# 에스컬레이터

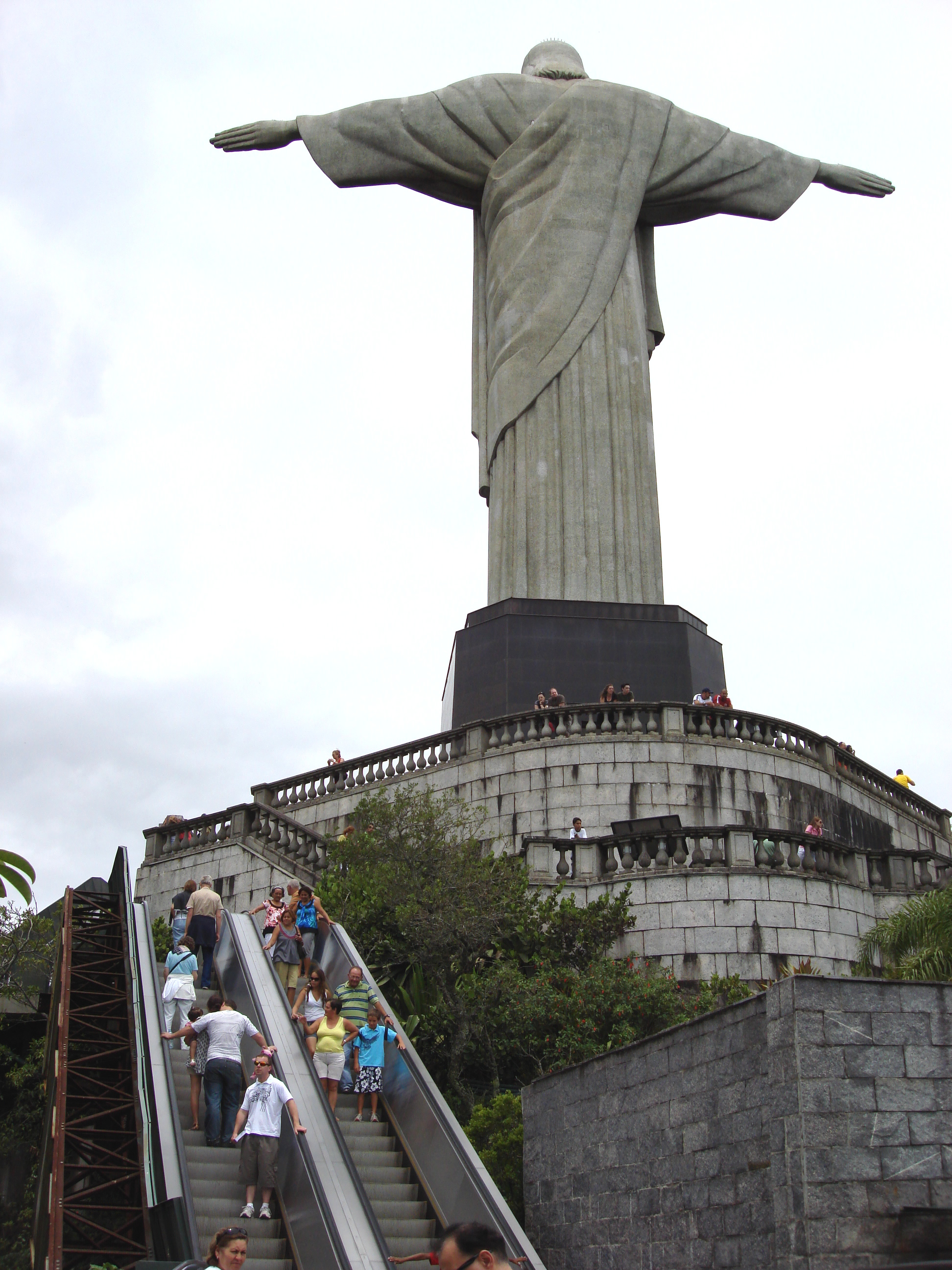
리우데자네이루 예수 그리스도상에 있는 에스컬레이터

에스컬레이터(영어: escalator, 문화어: 계단승강기), 또는 자동계단(自動階段)은 건물이나 지하도 등에서 층과층 사이에 사람을 태우고 운반하는, 움직이는 계단 형태의 수직 이동수단을 말한다. 경사도 30도 이하의 장소에 설치되며, 경사도 12도 이하의 평면형 플랫 에스컬레이터는 무빙워크라고 한다. 정격 속도는 하향 방향의 안전을 고려하여 0.5m/초 또는 30m/분 이하로 수송 능력과 내측 패널로서 매시 5,000 ~ 8,000명 정도이다. 구동기, 메인 드라이브(main drive), 구동체인, 조속기 및 머신 브레이크 등으로 구성된다.

## 역사
1892년 8월 2일에 제시 라노와 조지 휠러가 프로토타입의 특허를 취득했다. 1898년 오티스 엘리베이터 회사와 제휴한 찰스 시버거가 이 특허권을 사들여 1900년에 필라델피아의 짐벨 가게에 최초의 에스컬레이터를 설치하였다. 1911년 영국 런던 지하철에 에스컬레이터가 처음 설치되었을 때, 시민들의 두려움을 불식시키기 위해 나무로 된 의족을 착용한 사람을 고용해 시범을 보이게 된다. 일본에서는 1985년에 나선형 에스컬레이터를 도입하기도 했다.

## 안전하게 사용하는 방법
에스컬레이터에서 역방향으로의 탑승은 금지되어 있으며, 아래 위로 걸어다니며 장난을 치면 안 된다. 또한, 계단 사이에 옷이나 신발이 끼이지 않도록 핸드레일을 잡고 스텝(디딤판)에 표시된 노란색 안전선 안쪽에 타야 하며 기대어 서지 않아야 한다. 손잡이 밖으로 머리를 내밀지 않고 바르게 서야 한다. 고무 재질의 신발이나 끈이 바닥에 닿는 상태(운동화 끈 풀린 상태)로 신발을 신을 경우 스텝과 스커드가드 또는 콤 틈새에 끼임 사고가 발생할 가능성이 높다.

## 올바른 예절

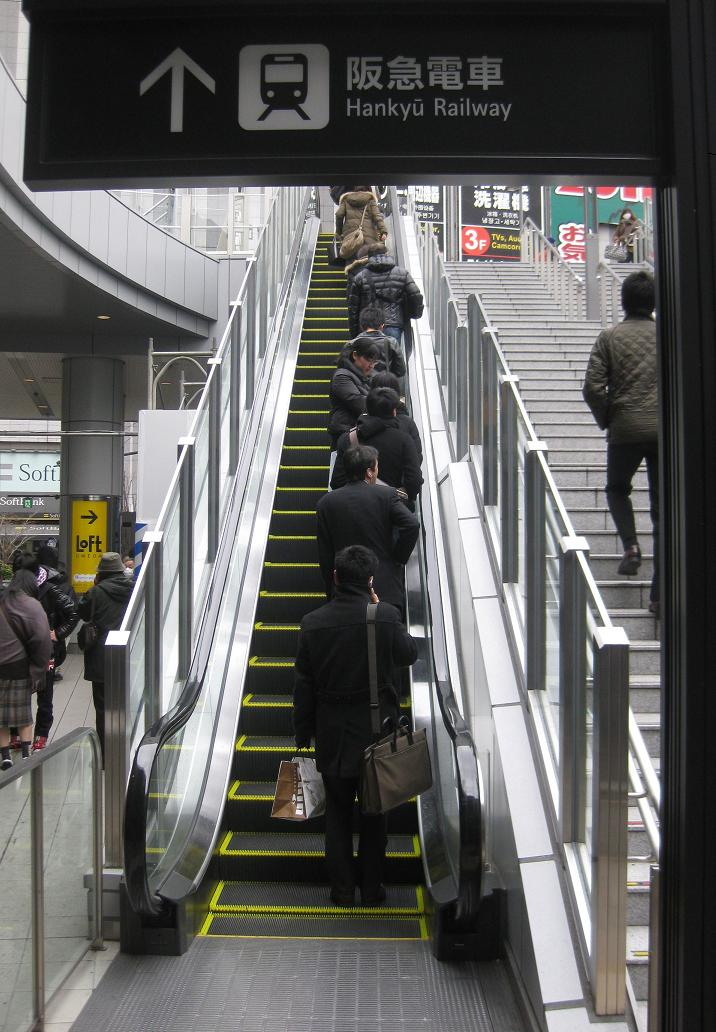
일본 오사카의 에스켈레이터

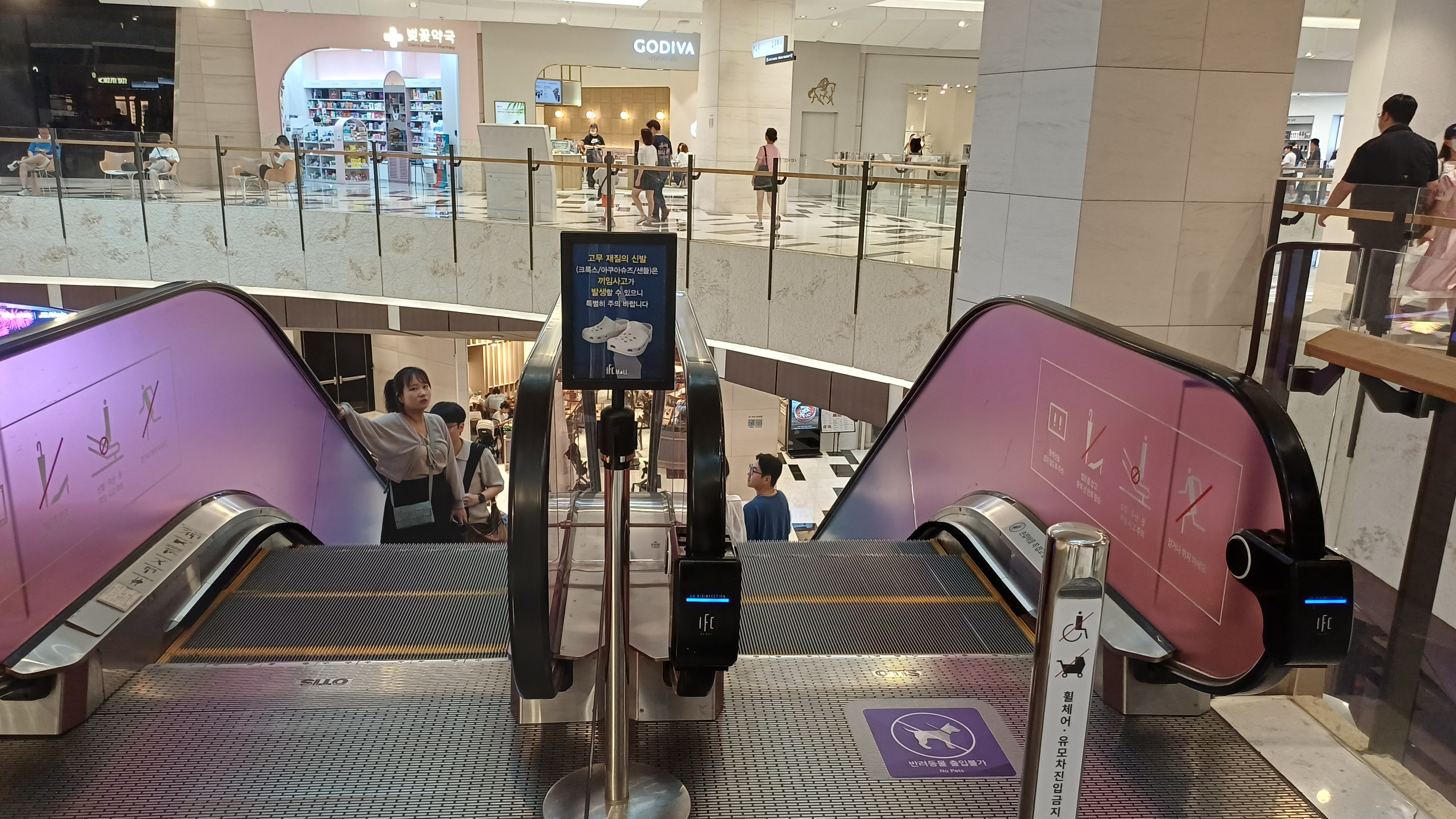
IFC몰의 에스컬레이터 안내문

영국, 미국, 독일, 중국과 같은 일부 분주한 환경에서는 오른쪽에 서서 가는 정책이 있다. 도쿄를 포함한 일본 대부분의 지역에서는 왼쪽에 서는 것이 정책이지만, 오사카에서는 오른쪽에 서는 것이 정책으로 되어 있다. 이렇게 하면 다른 한쪽에서는 걸어서 갈 수 있다. 이 정책들은 캐나다 토론토 지하철과 프라하 지하철과 같은 소형 시스템에도 적용된다. 오스트레일리아와 뉴질랜드에서는 왼쪽에 서는 것이 올바른 예절이다.
참고로, 대한민국에서는 걸어서 이동하는 이용자를 위해 스텝의 왼편은 비워 두고 오른편에 서있는 경우가 많다. 다만, 에스컬레이터에서 걷거나 뛰면 안전사고로 이어질 가능성이 매우 크고 제동기 고장으로 인한 상승 중 하강(역주행) 등 만일의 사고 발생시 돌발상황에 대처할 수 없으므로 주의해야 한다. 그리고 한국한정으로 현행법인 '승강기 안전관리법 제46조2항에 보면 운행중인 승강기에서 뛰거나 걷지 아니한다.'라고 명시되어 있어서 왼쪽에 서있을때 비켜달라고 요청해도 비켜줄 의무가 없다. 그리고 행정규칙인 승강기 안전운행 및 관리에 관한 운영규정 제18조 1항~4항을 보면 에스컬레이터에서 걷거나 뛰지말고 손잡이잡고 노란 안전선에 타고 가라고 정확히 명시되어 있다.  그러나 해당 법과 규칙을 모르는 사람이 많은데다가 결정적으로 이 법령들은 2019년에 공개가 되었지만 일반 시민들에겐 홍보가 아예 안 돼서 모르는 사람들이 더러 있다.
고무재질의 신발(크룩스, 아쿠아슈즈, 샌들)은 에스컬레이터 틈새에 끼어 사고가 많이 발생한다.

## 같이 보기
- 무빙워크
- 엘리베이터